# 弗拉热 (上马恩省)
弗拉热（法語：Flagey，法語發音：[flaʒɛ]）是法国上马恩省的一个市镇，属于朗格勒区。

## 地理
弗拉热（47°46'56"N, 5°15'19"E）面积8.32 平方千米，位于法国大東部大區上马恩省，该省份为法国东北部内陆省份，北起马恩省和默兹省，西接奥布省，西南接科多尔省，东南接上索恩省，东临孚日省。
与弗拉热接壤的市镇（或旧市镇、城区）包括：阿普雷、拜塞、布雷讷、努瓦当勒罗舍、奥尔瑟沃、佩罗涅莱方丹、维利耶莱萨普雷。

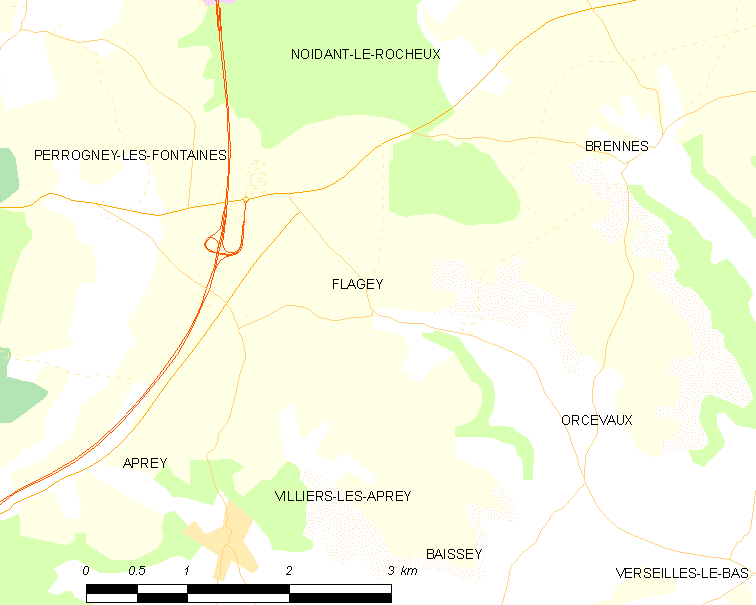
的OSM定位图

弗拉热的时区为UTC+01:00、UTC+02:00（夏令时）。

## 行政
弗拉热的邮政编码为52250，INSEE市镇编码为52200。

## 政治
弗拉热所属的省级选区为维勒居西安勒拉克县。

## 人口

1962-2008年间人口变化图示

弗拉热于2022年1月1日时的人口数量为70人。